# 25-Euro-Münze

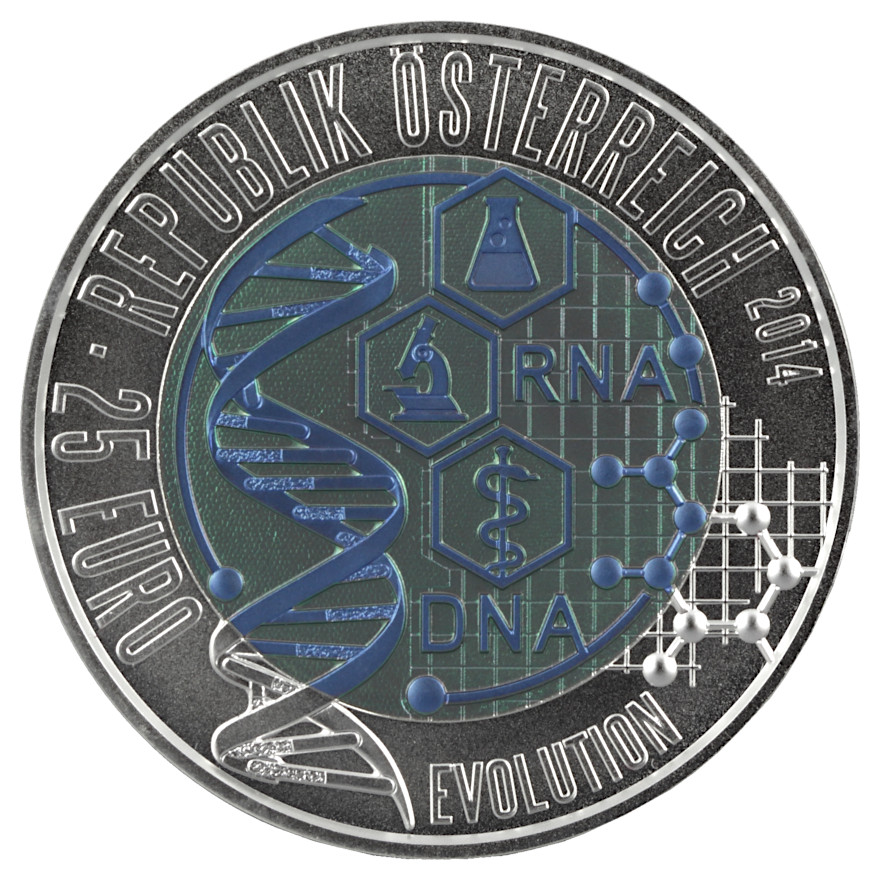
Wertseite der 25-Euro-Münze Evolution / Revolution in zwei Farben von 2014 aus Österreich

25-Euro-Münzen werden von mehreren europäischen Ländern herausgegeben. Die folgende Auflistung führt zu den entsprechenden Ausgabeländern und deren Sammlermünzen-Editionen:
- 25-Euro-Münze (Belgien), siehe Belgische Euromünzen #25 Euro
- 25-Euro-Münze (Deutschland), siehe Gedenkmünzen der Bundesrepublik Deutschland #25-Euro-Gedenkmünzen
- 25-Euro-Münze (Estland), siehe Estnische Euromünzen #Sammlermünzen
- 25-Euro-Münze (Frankreich), siehe Französische Euromünzen #25 Euro
- 25-Euro-Münze (Italien), siehe Italienische Euromünzen #25 Euro
- 25-Euro-Münze (Kroatien), siehe Kroatische Euromünzen #25 Euro
- 25-Euro-Münze (Luxemburg), siehe Luxemburgische Euromünzen #Sammlermünzen
- 25-Euro-Münze (Malta), siehe Maltesische Euromünzen #25 Euro und Maltesische Euromünzen #Bullionmünzen
- 25-Euro-Münze (Österreich), siehe Österreichische Euromünzen #25 Euro und Wiener Philharmoniker (Münze) #Erhältliche Münzen
- 25-Euro-Münze (Slowakei), siehe Slowakische Euromünzen #25 Euro
- 25-Euro-Münze (Spanien), siehe Spanische Euromünzen #25 Euro
- 25-Euro-Münze (Vatikan), siehe Vatikanische Euromünzen #25 Euro